# Augusta National
Augusta National ist ein US-amerikanischer Golfplatz, auf dem jedes Jahr das Masters-Turnier ausgetragen wird. Er wird vom Augusta National Golf Club betrieben.

## Geschichte
Als Bobby Jones sich 1930 vom aktiven Golf zurückzog, suchte er nach einer Möglichkeit, einen Golfplatz nach seinen Vorstellungen zu bauen. Zusammen mit Clifford Roberts, einem Börsianer, begann er nach einem geeigneten Grund zu suchen. Als Standort wurde Augusta im US-Bundesstaat Georgia ausgewählt. Man hoffte auf ein Gelände mit einem natürlichen Flusslauf, der in den Golfplatz integriert werden sollte. Außerdem waren nur wenige Bunker vorgesehen, auf tiefes Rough wollte man sogar gänzlich verzichten.
Schließlich entschied man sich die sogenannte „Fruitland Nursery“, eine ehemalige Baumschule, zu erwerben. Auf einem Gelände von fast 150 Hektar befanden sich bereits viele der exotischen Bäume und Sträucher, die heute Markenzeichen des Golfplatzes sind. Bobby Jones schlug vor, zur Refinanzierung einen Golfclub mit nationaler Mitgliederstruktur zu gründen, und gewann Alister MacKenzie als Architekten.
Bobby Jones beschrieb seine Motivation so: „Meine Ambition in Bezug auf das Augusta Unternehmen ist es, dabei zu helfen, einen Platz zu bauen, der wahrscheinlich als einer der großen Plätze der Welt anerkannt wird. Ich kann nicht verhehlen, dass es mir sehr am Herzen liegt, einen Golfplatz realisiert zu sehen, der die besten Löcher aller großen Plätze, die ich gespielt habe, enthält. Aber ich habe diesen Traum nicht alleine oder ohne namhafteste Kollaboration. Dr. MacKenzie ist der Mann, der den Platz tatsächlich entwerfen wird.“
Die Baumaßnahmen begannen 1931, und im Januar 1933 fand die offizielle Eröffnung statt. Ab 1934 hielt man ein jährliches Einladungsturnier ab, das sich später zu einem Major-Turnier entwickeln sollte und als Masters bekannt wurde. Die ersten Jahre des Clubs waren jedoch von finanziellen Schwierigkeiten geprägt, da im Zuge der Depression kaum zahlungskräftige Mitglieder gewonnen werden konnten.
Über die Jahre hinweg wurden fortlaufend Änderungen am Platz vorgenommen, vornehmlich um den immer länger schlagenden Profigolfern auch weiterhin eine adäquate Herausforderung zu bieten. Perry Maxwell, Robert Trent Jones, Jack Nicklaus und Tom Fazio gehören zu den Golfarchitekten, die diese Arbeiten durchführten.

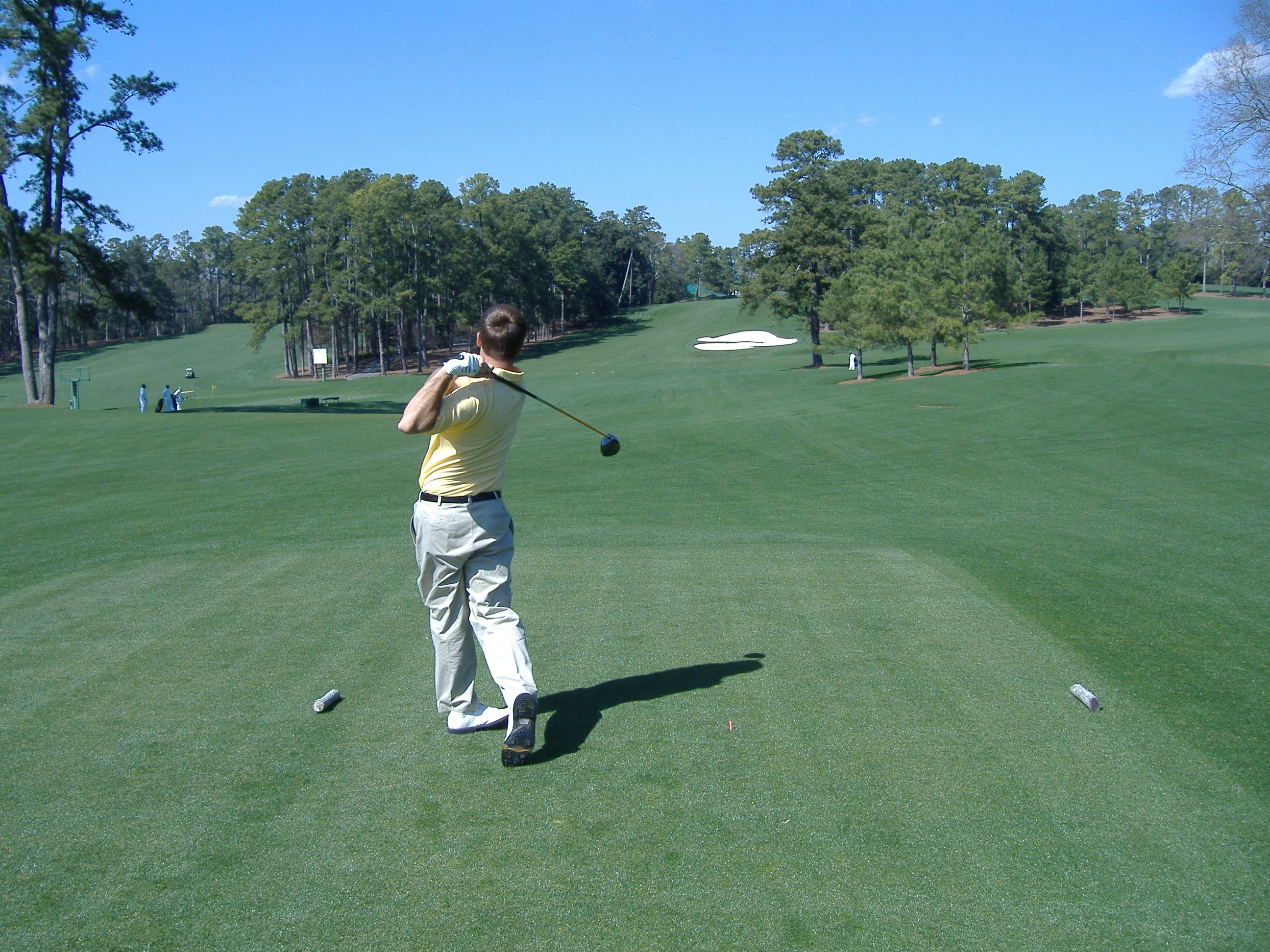
Abschlag von Loch 8, vorne links ist ein Flight auf Grün 2 zu sehen.

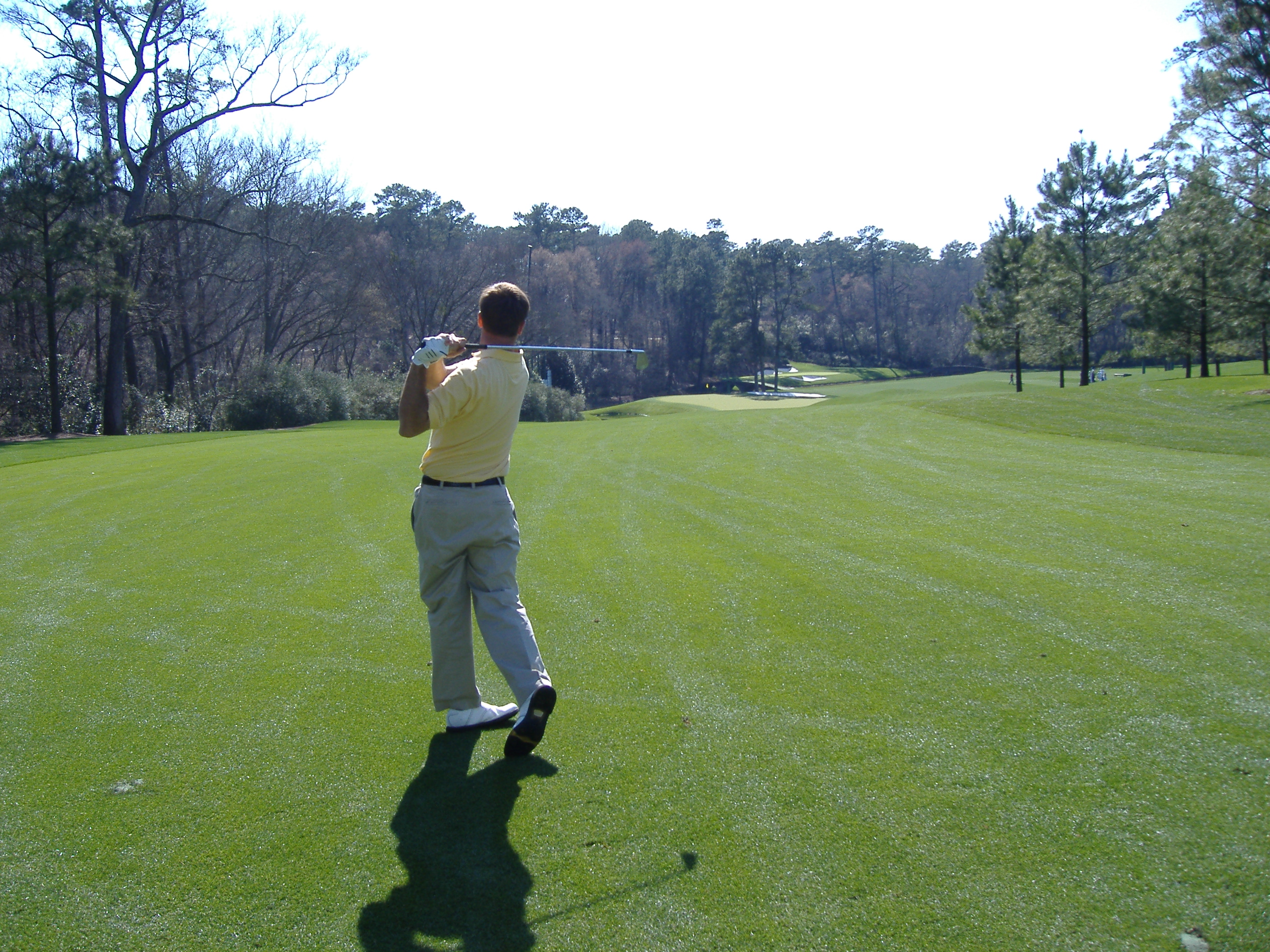
An Loch 11, einem 462 Meter langen Par 4, muss ein langes Eisen ins Grün geschlagen werden.

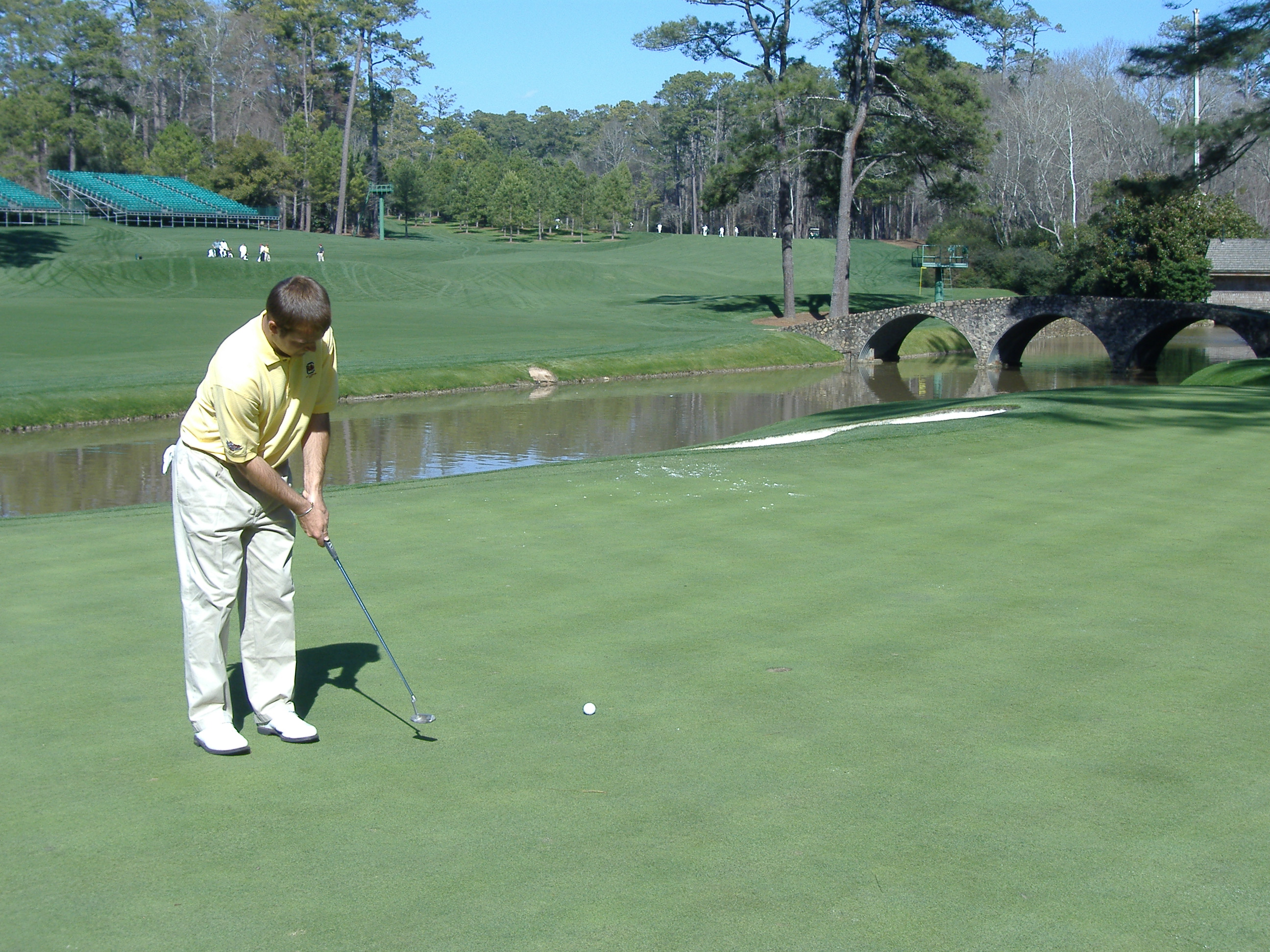
Grün 12 mit der Hogan-Brücke im Hintergrund. Links oben werden die Tribünen für das Masters-Turnier aufgebaut.

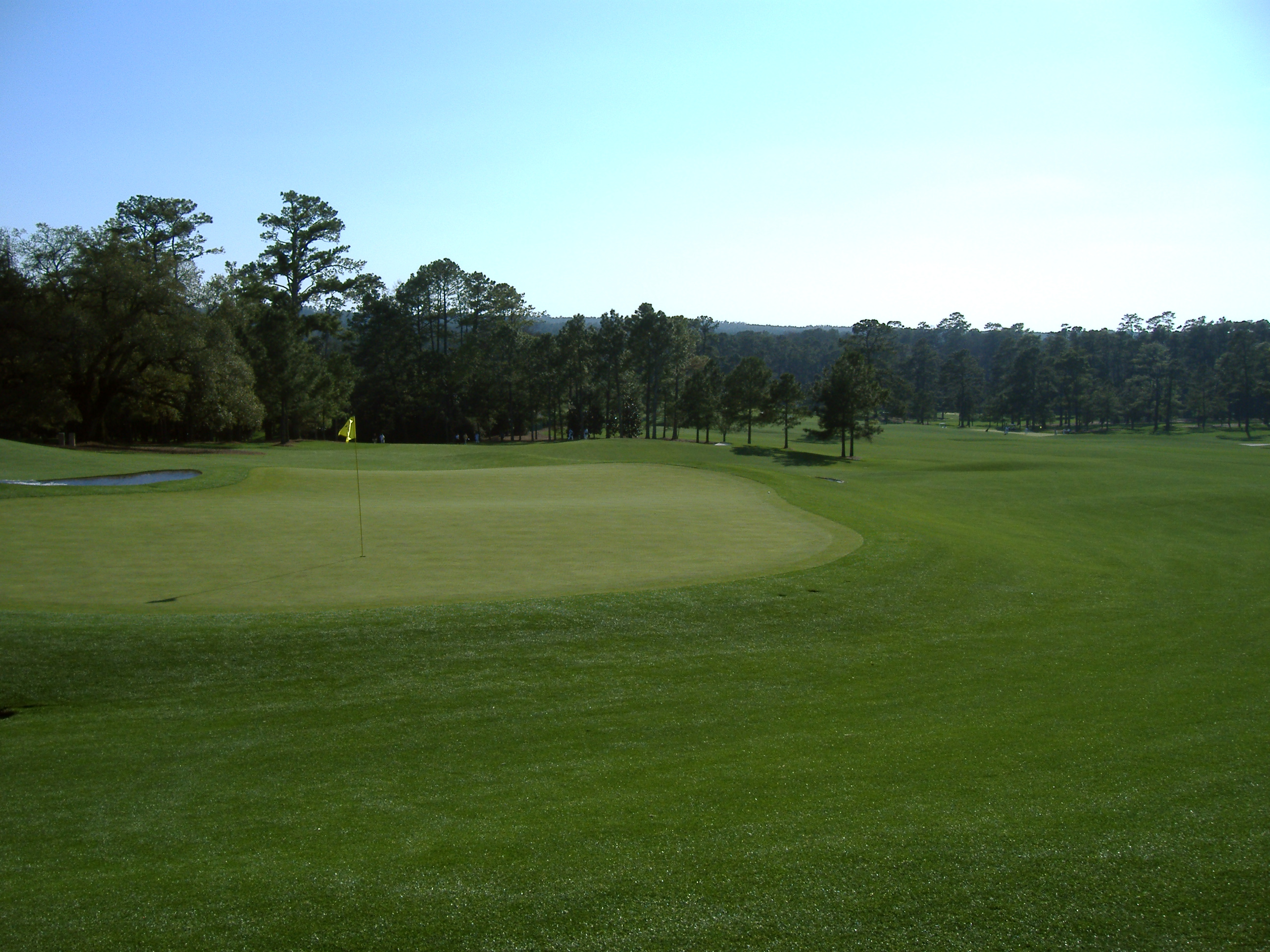
Grün 18.

## Aktuelle Situation
Die selbst auferlegten höchsten Qualitätsansprüche führen dazu, dass Augusta National nur wenige Monate im Jahr zum Spielen geöffnet ist. Sämtliche Aktivitäten des Clubs, insbesondere die der Platzpflege, sind auf das Masters im April ausgerichtet. Der Termin im Frühjahr soll insbesondere die vielen Blumen und Anpflanzungen zur Geltung bringen. Um ein perfektes Bild im TV abzugeben, färbt man sogar das Wasser blau und das Gras grün, was gelegentlich Proteste von Umweltschützern hervorruft. Der Perfektionismus reicht bis zu Rasenheizungen für die Grüns und UV-Lampen, mit denen schattige Teile des Platzes nachts bestrahlt werden. Augusta National gilt als der bestgepflegte Golfplatz weltweit.
Zwar kennen viele Golfer den Platz aufgrund der jährlichen Fernsehübertragung fast auswendig, auch pilgern jährlich viele Fans als Zuschauer zum Masters, aber tatsächlich in Augusta National spielen dürfen nur die Clubmitglieder und deren Gäste. Es gibt allerdings, insbesondere in Japan, einige Nachbauten des Platzes, die der Allgemeinheit zugänglich sind.

## Golfplatz
Der Augusta National Golfplatz war früher eine Baumschule und jedes Loch auf dem Platz ist nach dem Baum oder Strauch benannt, mit dem es in Verbindung gebracht wurde.

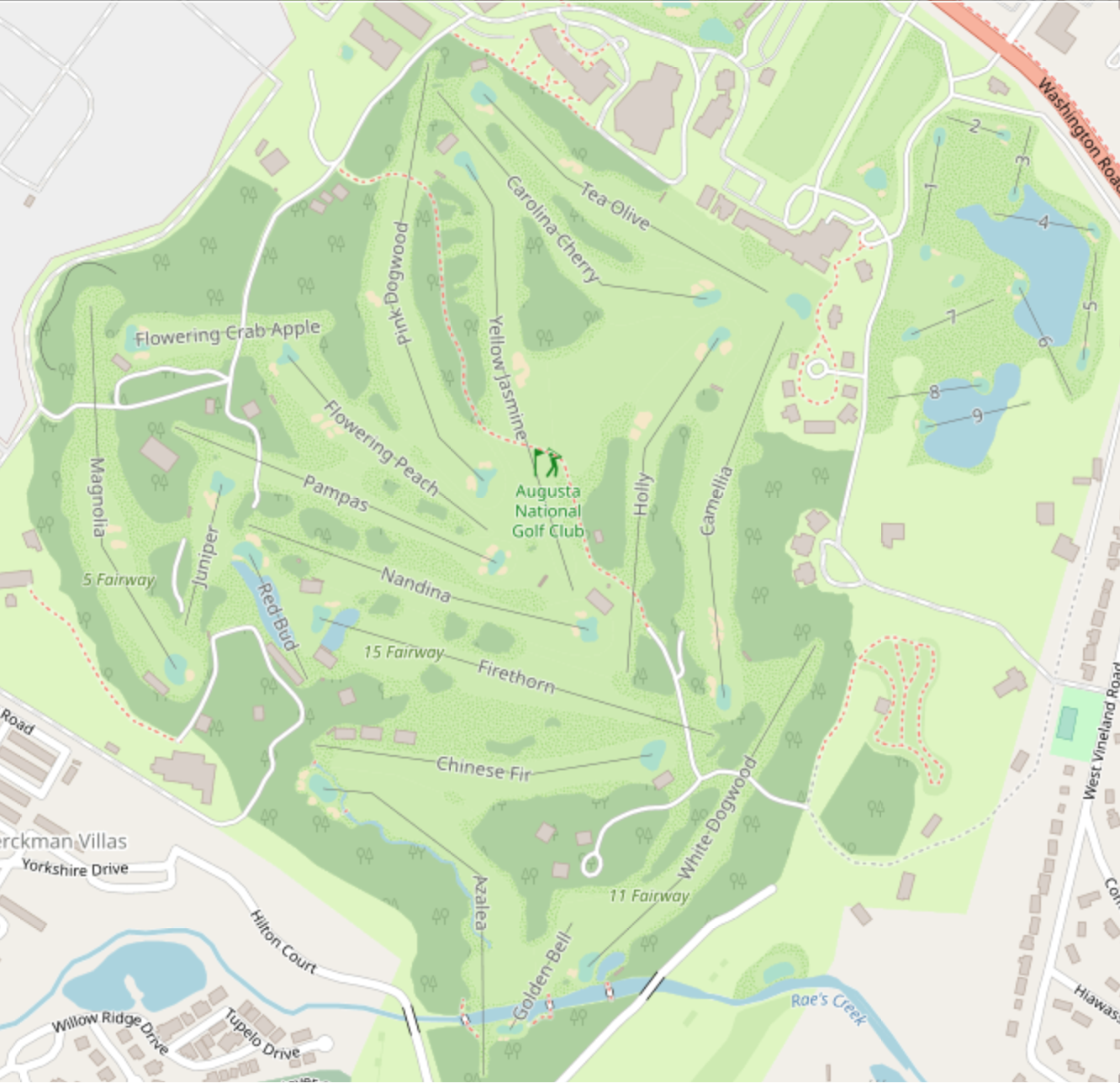
Augusta National Golfplatz-Bahnen

| Hole  | Name                 | Meter | Par |      | Hole          | Name     | Meter | Par |
| ----- | -------------------- | ----- | --- | ---- | ------------- | -------- | ----- | --- |
| 1     | Tea Olive            | 407   | 4   |      | 10            | Camellia | 453   | 4   |
| 2     | Pink Dogwood         | 535   | 5   | 11   | White Dogwood | 475      | 4     |     |
| 3     | Flowering Peach      | 320   | 4   | 12   | Golden Bell   | 142      | 3     |     |
| 4     | Flowering Crab Apple | 219   | 3   | 13   | Azalea        | 498      | 5     |     |
| 5     | Magnolia             | 453   | 4   | 14   | Chinese Fir   | 402      | 4     |     |
| 6     | Juniper              | 165   | 3   | 15   | Firethorn     | 503      | 5     |     |
| 7     | Pampas               | 411   | 4   | 16   | Redbud        | 155      | 3     |     |
| 8     | Yellow Jasmine       | 521   | 5   | 17   | Nandina       | 402      | 4     |     |
| 9     | Carolina Cherry      | 421   | 4   | 18   | Holly         | 425      | 4     |     |
| Front | Front                | 3452  | 36  | Back | Back          | 3455     | 36    |     |
|       |                      |       |     |      | Gesamt        | Gesamt   | 6907  | 72  |

## Golferische Aspekte

### Charakter
Die vielen Umbauten und Erweiterungen des Platzes werden kontrovers diskutiert. Einige Kritiker vertreten den Standpunkt, der ursprüngliche Charakter, wie ihn Bobby Jones und Alister MacKenzie vorsahen, sei für immer verloren. Insbesondere das „Ground Game“, also das flache Spiel über den Boden, sei durch Einführung diverser Hindernisse keine wirkliche Option mehr. Golfplätze wie der Old Course in St Andrews hätten den Angriffen der immer weiter schlagenden Profigolfer besser standgehalten, da man dort weiterhin auf das Ground Game angewiesen ist. Befürworter der Veränderungen von Augusta National bringen das Ground Game mit einem zu hohen Glücksfaktor in Verbindung, der verspringenden Bällen geschuldet sei. Der beste Golfer solle gewinnen und die Siegerliste des Masters beweise gerade auch im Vergleich mit den anderen Major-Turnieren, dass dieses Ziel Jahr für Jahr erreicht würde.
Bobby Jones selbst hatte folgende Vorstellung: „Die Hauptidee war, die bestmögliche Annäherung an britisches Links Golf nach Georgia zu bringen. Der Platz sollte Ausdruck meiner Ideale in der Golfarchitektur sein.“
Diese Ideale beschrieb er so:
1. Die größtmögliche Zahl an Spielern soll sich daran erfreuen.
2. Strategisches Denken und Spielfertigkeit werden gefordert.
3. Der durchschnittliche Spieler muss eine Chance haben, während vom Experten das Äußerste verlangt wird.
4. Alle natürlichen Gegebenheiten müssen erhalten bleiben.

Im Ergebnis wurde Augusta National zu einem recht hügeligen Golfplatz, dessen breite Fairways sich durch einen Kiefernwald winden. Durch die vielen Anpflanzungen erhält der Platz den Charakter eines Landschaftsgartens, auch ist jede der 18 Spielbahnen nach einem dort vorkommenden Gewächs benannt. Neben einigen Wasserhindernissen erschweren auch einzeln stehende Bäume das Spiel, dafür gibt es verhältnismäßig wenige Bunker. Die größte Schwierigkeit sind jedoch die ondulierten und extrem schnellen Grüns, die zumeist nur an genau einer Stelle angespielt werden können, ohne dass der Ball wieder vom Grün (und womöglich ins Wasser) rollt.

### Besondere Landmarken

#### Eisenhower Tree
Diese Weihrauch-Kiefer stand auf dem 17. Fairway, ungefähr in Drive-Länge für Amateure. Präsident Dwight D. Eisenhower schlug seinen Ball so oft in diesen Baum, dass er offiziell dessen Entfernung beantragte. Der Antrag wurde negativ beschieden, jedoch erhielt der Baum seinen Namen.
Der Baum wurde im Februar 2014 entfernt, nachdem er während eines Eissturms stark beschädigt wurde.

#### Ike's Pond
Der Bau dieses Sees als Reservoir für die Wasserhindernisse des Golfplatzes geht ebenfalls auf „Ike“ Eisenhower zurück. Er entdeckte bei einem Spaziergang im umgebenden Wald eine geeignete Stelle für einen Damm.

#### Rae's Creek
Der durch den Golfplatz fließende Bach, der an den Löchern 11–13 ins Spiel kommt, wurde nach John Rae, einem frühen Siedler in der Gegend, benannt.

#### Amen Corner
Diesen Namen gab der Golfjournalist Herbert Warren Wind 1958 der Strecke von der zweiten Hälfte des 11. Loches bis zur ersten Hälfte des 13. Loches. Hier hatten sich die entscheidenden Momente des Masters abgespielt, das am Ende, nach einer viel diskutierten Regelauslegung, von Arnold Palmer gewonnen wurde. Auf der Suche nach einer hinlänglich dramatischen Bezeichnung bediente er sich bei einer alten Jazz-Aufnahme namens „Shouting at Amen Corner“. Heute wird der Begriff symbolisch für jeden als entscheidend geltenden Abschnitt eines Golfplatzes verwendet.